# Cönológia
A  cönológia vagy társulástan az élőlények koegzisztenciális (együtt-előfordulási) viszonyaival foglalkozó szünbiológiai tudományág. Szűkebb értelemben cönológia alatt az élőlénytársulások összetételének leírását (mint szünfenobiológiai feladatot) értjük, de tágabb értelemben az ezek mögött megbúvó hatótényezők kutatását is jelentheti. Ez utóbbi esetben fogalma nem választható el a közösségi ökológiától. 
A cönológia két tudománytörténetileg szétvált részterülete:
- a növénytársulástan (fitocönológia vagy növényszociológia), melynek kiemelkedő hazai művelői Soó Rezső és Zólyomi Bálint voltak, valamint az
- állattársulástan (zoocönológia), melynek hazai megteremtői Balogh János és Szelényi Gusztáv.[2]